# Yuppi du (film)
Yuppi du è un film italiano del 1975 diretto ed interpretato da Adriano Celentano.
Si tratta del secondo film del cantautore come regista dopo Super rapina a Milano del 1964, girato assieme a Piero Vivarelli. Molto nota è l'omonima colonna sonora del film, pubblicata nel 1975 su LP, audiocassetta e Stereo8.

## Trama
Felice Della Pietà è un uomo dalle modeste possibilità economiche, vedovo e sposato in seconde nozze con una donna di nome Adelaide. I due, insieme, crescono Monica, nata dal primo matrimonio di Felice con Silvia, suicidatasi per ragioni sconosciute tempo prima, gettandosi in un fiume. Mai veramente rassegnatosi alla scomparsa di Silvia, Felice ritorna un'ultima volta nel luogo dove la ex moglie si era tolta la vita e inizia a parlare alla sua tomba. Silvia però riappare all'improvviso, rivelandogli di aver inscenato tutto per poterlo lasciare, stanca della povertà e della vita per lei troppo semplice che conduceva con lui a Venezia. Adesso però ha deciso di tornare, sentendo la mancanza dell'amore vero di Felice.
Felice, ancora follemente innamorato di lei, allontana quindi Adelaide e intraprende una nuova vita con Silvia. Quando quest'ultima decide di ripartire per Milano per chiarire le cose con l'attuale marito, Felice le propone di portare con sé anche la figlia. Silvia dunque parte, ma non fa più ritorno. Solo dopo alcuni mesi Felice viene a sapere dove abita Silvia, insieme a Monica. Le raggiunge quindi a Milano, dove il ricco marito di Silvia sottolinea al protagonista che sua moglie è intenzionata a lasciarsi la vecchia vita alle spalle, non potendo più fare a meno della vita di lusso che aveva trovato (tuttavia non senza rimorso), volendo però anche riottenere sua figlia, nonostante le molte difficoltà legali del caso.
A questo punto Felice - utilizzando la stessa logica "di mercato" del marito - propone freddamente di risolvere la cosa con la vendita a peso di Monica. Il marito di Silvia tenta di contrattare sul peso e alla fine paga 45 milioni per la bambina. Nel viaggio di ritorno in treno per Venezia, Felice incontra una donna identica a Silvia, con la quale ha un dialogo muto attraverso le voci fuori campo dei protagonisti. Alla promessa di eterno amore e felicità fatta dalla donna, Felice risponde di non credere più all'amore e di sapere che in realtà l'unico intento di lei è di portargli via il denaro.

## Distribuzione
Il film ebbe un notevole successo di pubblico, diventando uno dei maggiori incassi della stagione cinematografica 1974/75. Dopo l'uscita, per molti anni rimase virtualmente invisibile, nonostante la sua distribuzione in formato VHS non sia mai avvenuta in Italia, è da notare che il film fu reso disponibile in edizione VHS in Grecia e in Canada, seppur in una prima versione; tuttavia il film ebbe quattro passaggi televisivi su Mediaset (tre volte su Canale 5 il 21 dicembre 1987, il 22 ottobre 1988 e nel 1997 e una volta su Italia 1 il 7 gennaio 1995) e venne poi ritrasmesso su qualche rete privata minore.
Il 4 settembre 2008, alla 65ª Mostra internazionale d'arte cinematografica di Venezia, è stata presentata fuori concorso una versione restaurata, parzialmente rimontata, e con numerose modifiche sia nella parte video che nella parte audio, nonché elaborazioni digitali dell'immagine. Subito dopo questa edizione rimontata è uscita in DVD. Tale versione è stata trasmessa in varie occasioni su Sky nel corso degli anni, compresi gli anni 2008, 2010, nel 2014 con periodiche repliche organizzate per commemorare il compleanno dell'artista.

## Riconoscimenti
La pellicola fu presentata in concorso al Festival di Cannes 1975 e vinse il premio per la migliore colonna sonora ai Nastri d'argento 1976.

## Altri media
Il cantautore italiano Mao si è laureato in Storia e Critica del Cinema presso la Facoltà di Lettere e Filosofia dell'Università degli Studi di Torino nel 2003 con una tesi su Yuppi du, sotto la supervisione del Prof. Dario Tomasi. La tesi è riportata integralmente nel suo romanzo musicale Olràit! Mao sogna Celentano e gliele canta, pubblicato dalla casa editrice Arcana Edizioni nel 2013.